# Mauzé-sur-le-Mignon
Mauzé-sur-le-Mignon es una comuna francesa situada en el departamento de Deux-Sèvres, en la región de Nueva Aquitania.

## Demografía
| 2348 | 2486 | 2502 | 2405 | 2378 | 2385 | 2891 |
| Para los censos de 1962 a 1999 la población legal corresponde a la población sin duplicidades (Fuente: INSEE [Consultar]) |      |      |      |      |      |      |

## Personajes vinculados
- René Caillié, explorador francés